# إد سعيد أو لحسن (تاغجيجت)
إد سعيد أو لحسن هي إحدى مشيخات المملكة المغربية، تتبع جغرافيا لإقليم كلميم وإداريًا لتاغجيجت. يقدر عدد سكانها بـ 614 نسمة حسب الإحصاء الرسمي للسكان والسكنى لسنة 2004.